# Europa-Haus Marienberg

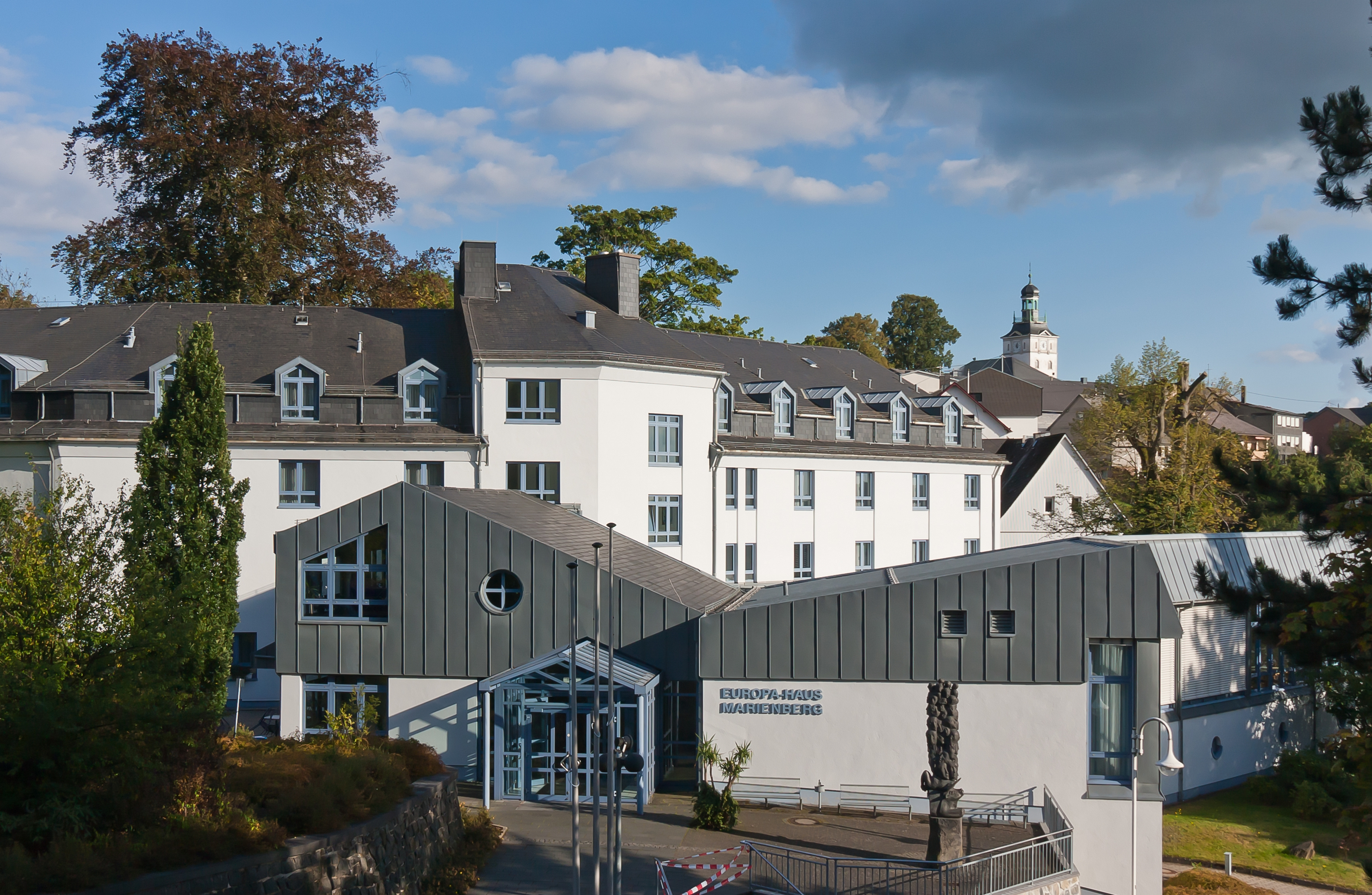
Gästehaus des Europahauses in Bad Marienberg

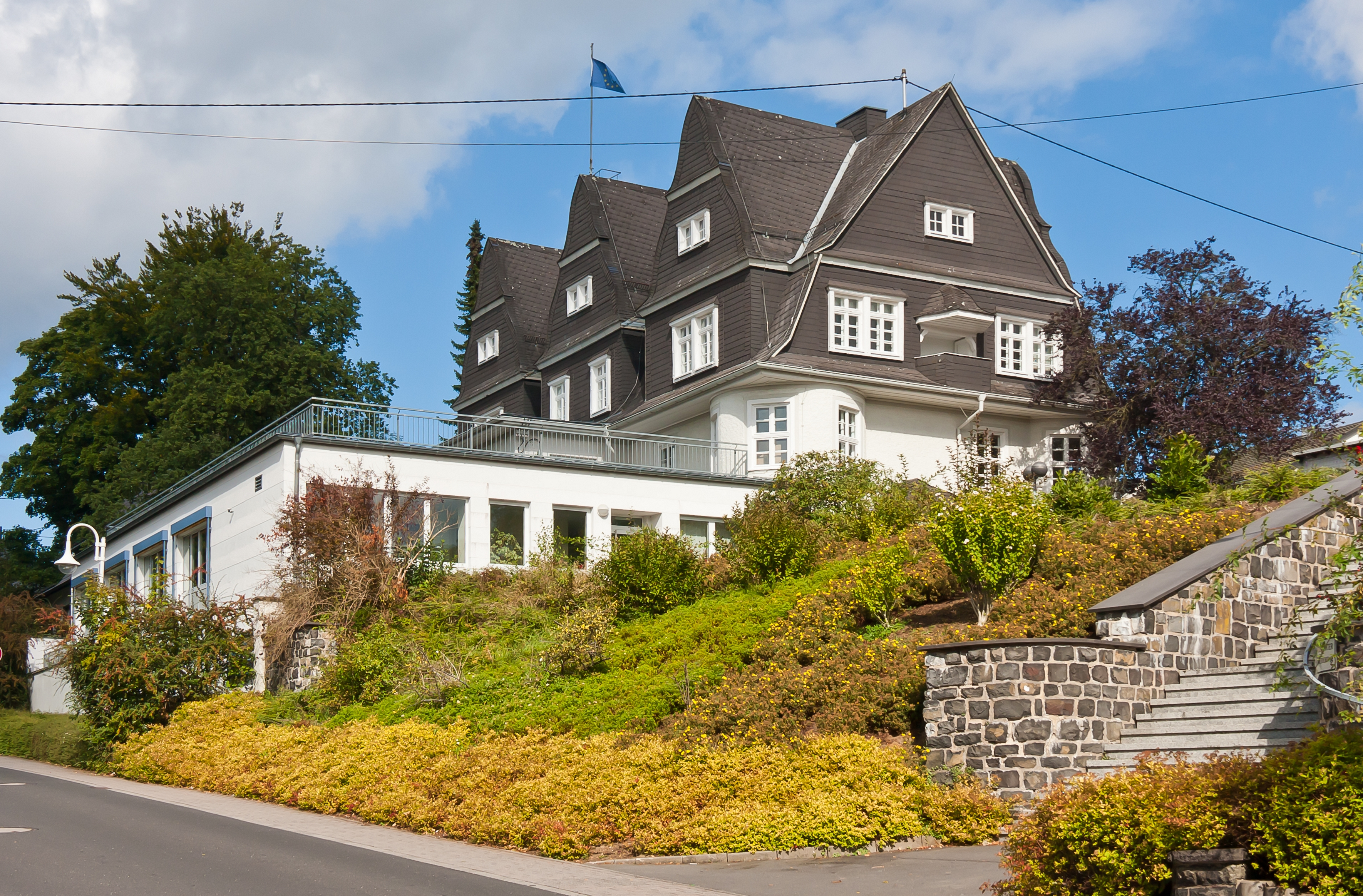
„Villa Europa“ in Bad Marienberg

Das Europahaus Marienberg ist eine Bildungs- und Begegnungsstätte in Bad Marienberg im Westerwaldkreis in Rheinland-Pfalz. Sie wurde 1951 gegründet und hat die europäische Begegnung und Bildungsarbeit zum Ziel. Träger ist seit 1975 eine gemeinnützige Stiftung, deren Stifter der Verein Europa-Haus Marienberg e.V. und das Land Rheinland-Pfalz sind.

## Verein
Gegründet wurde der Verein Europa-Haus Marienberg e.V. am 19. Oktober 1951. Die Gründung ging auf das Engagement junger Europäer zurück, die einen Ort der Begegnung und der Europäischen Bildung schaffen wollten.
Mitbegründer waren der Agent der Hauptverwaltung A und Flick-Lobbyist Adolf Kanter und der Journalist Claus Schöndube, der dem Haus bis zu seinem Tod 2007 verbunden blieb und bis heute als Ehrenmitglied des Stiftungsrats geführt wird.
Der Verein besteht bis heute als Mitträger der Öffentlichen Stiftung bürgerlichen Rechts Europa-Haus Marienberg fort und ist als gemeinnützig anerkannt.

## Stiftung
Um die Arbeit des Hauses auf Dauer als Bildungseinrichtung zu sichern, wurde die öffentliche Stiftung bürgerlichen Rechts Europa-Haus Marienberg ins Leben gerufen. Eingerichtet wurde sie zum 30. September 1975. Gemeinsame Stifter sind das Land Rheinland-Pfalz und der Europa-Haus Marienberg e.V. Die Stiftung ist als gemeinnützig anerkannt und politisch sowie konfessionell unabhängig. Satzungsgemäßer Zweck ist der Unterhalt der Bildungsstätte mit dem Ziel, die Begegnung insbesondere junger Menschen aus allen Nationen zu fördern und die übernationale Zusammenarbeit aller Völker zu fördern.

### Stiftungsrat
Der Stiftungsrat bestimmt die Richtlinien der Tätigkeit der Stiftung. Die sieben Mitglieder werden von der Ministerpräsidentin des Landes Rheinland-Pfalz berufen, davon drei Mitglieder auf Vorschlag des Vereins.
Mitglieder im Stiftungsrat sind (Stand 2023):
- Jürgen Hardeck, Staatssekretär, Mainz, Vorsitzender
- Otto Schmuck, Berlin, stellv. Vorsitzender
- Deniz Alkan, Mainz
- Hildegard Klär, Kronberg
- Marlies Kohnle-Gros MdL, Hütschenhausen
- Rolf Meier, Mainz
- Claus Schöndube, Frankfurt (verstorben, Ehrenmitglied)

### Vorstand
Der Vorstand verwaltet die Stiftung.
Mitglieder im Vorstand sind Stand 21. Juni 2019:
- Hendrik Hering, MdL, (Landtagspräsident), Hachenburg (Vorsitzender)
- Andreas Nick, MdB, Montabaur (Stellvertretender Vorsitzender)
- Sabine Willwacher, (Stadtbürgermeisterin) Bad Marienberg (Stellvertretende Vorsitzende)

### Programmrat der Stiftung
Mitglieder des Programmrates sind Stand 21. Juni 2019:
- Thomas Krohn, Frankfurt (Vorsitzender)
- Hildegard Klär, Kronberg (Stellvertretende Vorsitzende)
- Andreas Christ, Buch
- Markus Friderichs, Mannheim
- Thomas Heckeberg, Hennef
- Cornelia Holtmann, Wiesbaden
- Gerrit Pursch, Siegen
- Otto Schmuck, Berlin

## Stammhaus der Europa-Häuser
Das Europahaus Marienberg ist Stammhaus von über 100 Europa-Häusern in 30 europäischen Ländern.

## Seminarangebot
Nach eigenen Angaben besuchten bis einschließlich 2013 mehr als 300.000 Teilnehmende die Seminare des Hauses. In dieser Zeit fanden mehr als 6500 Seminare statt. Als wichtigste, nicht-deutsche Herkunftsländer der Teilnehmenden nennt das Haus Frankreich, Italien, Kroatien, Luxemburg, Polen, Slowakei, Slowenien, Tschechien und Ungarn.

### Jugendarbeit
Einen Schwerpunkt seiner Arbeit hat das Haus auf europäische Jugendarbeit gesetzt. Das Haus versteht sich dabei als Diskussions- und Informationsforum für junge Menschen aus ganz Europa, das die Auseinandersetzung mit den aktuellen Fragen der Europapolitik fördern möchte.

### Schülerzeitungen
Seit 1975 führt das Haus gemeinsam mit dem zuständigen Ministerium in Rheinland-Pfalz Seminare und Studienreisen für Schülerzeitungsmacher durch. Das Haus versteht sich damit selbst als Marktführer bei solchen Seminarangeboten. Einschränkend muss jedoch angemerkt werden, dass sich die Seminarangebote in diesem Bereich vorwiegend an Lehrende und Schul-Arbeitsgemeinschaften aus Rheinland-Pfalz richten. Die Ausrichtung des Europahaus Marienberg ist nicht mit den Zielen der Jugendpresseverbänden zu vergleichen.

## Mitgliedschaften
Das Europahaus Marienberg ist Mitglied folgender Dachverbände und Netzwerke:
- Arbeitskreis deutscher Bildungsstätten e.V.
- Bundeszentrale für politische Bildung
- Netzwerk Europäische Bewegung
- Europa-Union Deutschland
- European Network for Education and Training (EUNET)
- Gesellschaft Europäischer Akademien e.V.
- Arbeitsgemeinschaft der Ost-West-Institute e.V.

## Leitung des Hauses
Die Leitung des Hauses liegt Stand 1. Oktober 2023 in den Händen von:
- Andrea Kunz (Verwaltungsleiterin)
- Nicole Stecker (Studienleiterin)

Beide sind Mitglieder des Leitungsteams.